# Salsola contrariifolia
Salsola contrariifolia är en amarantväxtart som beskrevs av Viktor Petrovitj Botjantsev. Salsola contrariifolia ingår i släktet sodaörter, och familjen amarantväxter. Inga underarter finns listade i Catalogue of Life.